# Аршеневский, Николай Яковлевич
Николай Яковлевич Аршеневский (1743—1802) — генерал-майор, тайный советник, смоленский и астраханский губернатор.

## Биография
Родился в 1743 году, происходил из дворян Смоленской губернии, сын Нижегородского губернатора генерал-лейтенанта Якова Степановича Аршеневского; его братья: Пётр (1750—1812, тайный советник, Иркутский и Московский губернатор), Илья (1755—1820, председатель мануфактур-коллегии, сенатор). Сестра же их была матерью дипломата Д. П. Татищева.
В военную службу был записан в 1744 году в Ярославский пехотный полк. Получив домашнее образование и явившись в строй, Аршеневский, в рядах Ярославского полка принимал участие в кампаниях против турок в 1768—1774 годах и 22 октября 1771 года за отличие был произведён в подполковники. Вслед за тем он получил чины полковника (в 1778 году) и бригадира (в 1785 году).
В 1786 году, получив чин генерал-майора, Аршеневский был определён Екатериной II гражданским губернатором в Смоленск, но вскоре уволен с должности. 6 января 1797 года император Павел Петрович пожаловал его в тайные советники и назначил гражданским губернатором в Астрахань, но уже в следующем году, 22 апреля, Аршеневский был уволен со службы.
Среди прочих наград Аршеневский имел орден св. Георгия 4-й степени, пожалованный ему 26 ноября 1787 года (№ 477 по кавалерскому списку Григоровича — Степанова).
Николай Яковлевич был женат на Евдокии Васильевне, урождённой княжне Голицыной. Они сделали многое для застройки и процветания своей «подмосковной» усадьбы Белая Дача.

## Адреса
В 1780 году Аршеневский приобрёл дом в Москве, на Таганской улице (№ 13). В этом доме с 1804 по 1806 год располагалось Московское коммерческое училище. С 1999 по 2013 года в нём находилась экспозиция Музея мебели, позже перевезённая в Московскую область.